# Leo Buscaglia

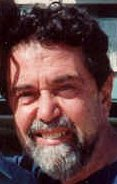
Leo Buscaglia, Januar 1989

Felice Leonardo Buscaglia (Spitzname „Leo“, * 31. März 1924 in Los Angeles, Kalifornien; † 12. Juni 1998 in Glenbrook, Nevada) war ein US-amerikanischer Autor und Professor für Pädagogik an der University of Southern California. Größere Bekanntheit erlangte er vor allem durch seine Veröffentlichungen zum Thema Liebe.

## Leben
Felice Leonardo Buscaglia wurde am 31. März 1924 in Los Angeles, Kalifornien in eine Familie italienischer Immigranten hineingeboren. Bis zum Alter von acht Jahren verbrachte er sein Leben jedoch in Aosta, Italien, woraufhin seine Eltern erneut in die USA auswanderten. Nach dem Abschluss der Theodore Roosevelt High School in Los Angeles diente er während des Zweiten Weltkriegs in der Navy. Er studierte an der University of Southern California und erlangte dort sowohl seinen Bachelor-, Master- als auch Doktortitel. Später hatte er ebenfalls an dieser Universität den Lehrstuhl für Special Education inne. Leo Buscaglia starb im Alter von 74 Jahren an einem Herzinfarkt am 12. Juni 1998 in seinem Zuhause in Glenbrook.

## Wirken
Buscaglia hat im Laufe seines Lebens mehr als ein Dutzend Bücher veröffentlicht, die alle Bestseller wurden. Fünf seiner Bücher erschienen zeitgleich auf der Bestsellerliste der New York Times. Die meisten seiner Bücher behandeln das Erfahren von Liebe, wie sein erstes Buch, das lediglich den Titel Liebe trug. Dieses beruhte teilweise auf den Erfahrungen, die er in einem von ihm initiierten, freiwilligen Kurs über dasselbe Thema an der University of Southern California machte. Auch seine Fernsehauftritte erlangten in den 1980er Jahren größere Bekanntheit.

## Werke (Auswahl)
- Love (1972)
- The Way of the Bull (1973)
- The Fall of Freddie the Leaf (1982)
- Living, Loving, Learning (1982)
- Loving Each Other (1984)
- Amar a los demás (1985)
- Personhood (1986)
- Bus 9 to Paradise. A Loving Voyage (1987) (deutsche Ausgabe: Liebe das Leben – das Leben liebt dich!, Wilhelm Goldmann Verlag, München, 1987)
- Papa My Father (1989)
- Because I Am Human (1972)
- The Disabled and Their Parents: A Counseling Challenge (1983)
- Seven Stories of Christmas Love (1987)
- A Memory for Tino (1988)
- Born for Love (1992)